# Lago Nettilling
Il lago Nettilling [nech'iling] (66°30′N 70°10′W) è un lago d'acqua dolce situato nella regione centro-meridionale dell'isola di Baffin, nel territorio canadese del Nunavut. Con i suoi 5.066 km² di superficie è il più grande lago presente sull'isola e si trova ad un'altezza di 30 metri sul livello del mare all'interno della grande pianura del Koukdjuak, circa 280 km a nord-ovest di Iqaluit. Il punto di massima profondità è raggiunto a 132 metri sotto la superficie; il lago misura 123 km di larghezza. Il circolo polare artico passa sopra il lago, tagliandolo idealmente a metà. Il nome del lago è di origine inuktitut (netsilak).
Il Nettilling è il più grande lago del Nunavut. È alimentato dal secondo più grande lago presente sull'isola di Baffin, il lago Amadjuak, oltre a molti altri piccoli laghi e torrenti. Ad ovest vi è il suo emissario, il fiume Koukdjuak che sfocia nel bacino Foxe, nella baia di Hudson.

Prossime alle sponde orientali si trovano un gran numero di piccole isole. Il lago è ghiacciato per la maggior parte dell'anno. L'ambiente che circonda il Nettilling è quello tipico della tundra.
Il Nettilling è l'undicesimo lago per dimensione del Canada. Franz Boas esplorò la sua sponda meridionale nel 1883.